# Pauls nummer 1 show
Pauls nummer 1 show is een Nederlands televisieprogramma dat op de zaterdagavond werd uitgezonden door RTL 4. De presentatie van het programma was in handen van Paul de Leeuw, hier stamt tevens de programmanaam vanaf.

## Format
In het programma ontving presentator Paul de Leeuw elke week drie bekende Nederlanders die met elkaar de strijd aan gingen tijdens het spelen van een quiz. Tijdens deze quiz komen er verschillende gasten in de studio langs die allemaal iets met elkaar overeenkomend hebben: ze zijn allemaal een nummer 1 in iets, hebben iets pas voor de 1e keer gedaan of willen iets voor de 1e keer gaan doen. Dit kan erg uiteenlopend zijn van iemand die zijn eerste zwemdiploma heeft gehaald tot iemand die voor het eerst ongesteld is geworden tot de eigenaar van het grootste konijn van Nederland.
De Leeuw luisterde naar de verhalen van zijn gasten die langs komen en aan de hand van het onderwerp van het verhaal stelde hij weer een quizvraag aan de drie bekende Nederlands. Dit kon een meerkeuzevraag zijn of een vraag waarbij ze iets op de juiste volgorde moeten zetten of een vraag waarbij ze moeten raden wat er in een specifieke top vijf voorkomt. De Leeuw werd in het programma bijgestaan door Loretta Schrijver die achtergrond informatie heeft voor de antwoorden van de quiz, Schrijver is elders in de studio aanwezig en communiceert met De Leeuw via een digitaal scherm.
De bekende Nederlander die de meeste vragen goed had beantwoordt gaat door naar de finale, waarin diegene tien meerkeuzevragen moet beantwoorden. Elk vraag die goed beantwoord wordt is een punt waard, hoe meer punten er gewonnen worden hoe groter de kans is op een betere prijs. De bekende Nederlander speelde de finale niet voor zichzelf maar voor iemand uit het publiek die zelf ook ergens nummer 1 in is geworden tijdens de show.
Nadat alle vragen beantwoordt waren kwamen er tien mensen met elk een bord de studio in, elk persoon met een bord staat gelijk aan een gewonnen punt. De publiekswinnaar mocht vervolgens kiezen welke mensen hij hiervan wilde behouden, deze hoeveelheid moet gelijk zijn aan de aantal gewonnen punten. Vervolgens draait de eerste persoon zijn bord om waar de prijs en een nummer tussen de 1 en de 10 op staat vermeld, hoe dichter je bij de 1 komt hoe spectaculairder de prijs wordt. De publiekswinnaar mag vervolgens kiezen of hij een persoon met een ander bord om wil laten draaien in de hoop op een hoger nummer met een betere prijs. Echter wanneer daar voor gekozen wordt vervalt de eerdere prijs en is de kans aanwezig dat diegene een mindere prijs in ontvangst moet nemen.
Tevens probeerde De Leeuw elke aflevering een nummer 1-hit te scoren met een nummer die hij in het programma vaak samen in duet met een andere bekende gast ten gehore brengt. Zo zong De Leeuw nummers met onder andere Francis van Broekhuizen en Edsilia Rombley.
Naast het spelelement werd het programma aangevuld met muziek, humor en bijzondere verhalen.

## Afleveringsoverzicht
| Nr | Uitzenddatum     | Bekende gasten    | Bekende gasten     | Bekende gasten          | Kijkcijfers |
| -- | ---------------- | ----------------- | ------------------ | ----------------------- | ----------- |
| 1  | 2 november 2019  | Alain Clark       | Monique van de Ven | Bo Kramer               | 805.000     |
| 2  | 9 november 2019  | Nienke Plas       | Rijk Hofman        | Francis van Broekhuizen | 854.000     |
| 3  | 16 november 2019 | Sander Lantinga   | Rocky Hehakaija    | Ta Joela                | 632.000     |
| 4  | 23 november 2019 | Pepijn Schoneveld | Edsilia Rombley    | Kees Jansma             | 732.000     |
| 5  | 30 november 2019 | Cor Bakker        | Olga Zuiderhoek    | André Dongelmans        | 640.000     |
| 6  | 7 december 2019  | Freek Bartels     | Akwasi             | Mart Hoogkamer          | 584.000     |
| 7  | 14 december 2019 | Margo Reuten      | Nikkie de Jager    | Richard Groenendijk     | 592.000     |

## Achtergrond

### Ontstaan
In november 2018, net nadat De Leeuw zich contractueel met RTL voor drie jaar had verbonden, werd door RTL bekend gemaakt dat ze bezig waren met het ontwikkelen van het programma. De Leeuw kondigde het programma in Tijd voor MAX aan als De nummer 1 show en het zou oorspronkelijk vanaf april 2019 te zien zijn. De startdatum van het programma werd uiteindelijk verschoven omdat De Leeuw succes had met zijn sinterklaasprogramma Sint en Paul pakken uit!, deze werd omgevormd tot de show Paul pakt uit! en nam de uitzendperiode in april over. In augustus werd bekend dat ze nog steeds bezig waren met het verder ontwikkelen van het programma.
Uiteindelijk werd in oktober 2019 het programma officieel aangekondigd als Pauls nummer 1 show.

### Waardering
Het eerste seizoen ging van start op zaterdag 2 november 2019. De eerste aflevering werd bekeken door 805.000 kijkers en sloot daarmee de top tien af van best bekeken programma's van die dag.